# Africa@HOME
Africa@HOME — проект добровольных вычислений, которые позволяют компьютеру внести свой вклад в решение африканских проблем.
Africa@home является проектом Швейцарского тропического института, Университета Женевы, CERN, ICVolunteers и Informaticiens Sans Frontières. Он был проспонсирован Международной женевской сетевой академией, получив первоначальный грант на 46000 швейцарских франков.
Malaria Control Project (MCP) это грид-проект, запущенный в рамках Africa@home, направленный на поиск лекарства от малярии.
Проект также проводит подготовку участников из Африки для участия в проектах распределённых вычислений.